# Ivan Rynda
Ivan Rynda (* 6. února 1953 Praha) je český sociální a kulturní ekolog, vysokoškolský pedagog, vedoucí Katedry sociální a kulturní ekologie na FHS UK. Po sametové revoluci politik a československý poslanec Sněmovny lidu Federálního shromáždění za Občanské fórum, později za Občanské hnutí, později neúspěšný kandidát Strany zelených do senátu. Od února 2014 do června 2017 působil jako místopředseda Liberálně ekologické strany.

## Vzdělání a profesní aktivity
Absolvoval Gymnázium Na Zatlance a na pražské Univerzitě Karlově vystudoval český jazyk a filozofii, v roce 1985 získal titul PhDr. Po několika manuálních zaměstnáních v letech 1975–1977 pracoval do roku 1989 jako programátor a systémový analytik v oblasti výpočetní techniky.
V letech roce 1992 –1994 byl poradcem ministra zemědělství. V letech 1992–1996 byl zástupcem ředitele Centra Univerzity Karlovy pro otázky životního prostředí. Od roku 2001 působí jako vedoucí Katedry sociální a kulturní ekologie na Fakultě humanitních studií UK v Praze, přednáší však také na řadě jiných vysokých škol.[zdroj?] Účastnil se taktéž obou „Summitů Země” v Riu de Janeiru (1992) a Johannesburgu (2002). Spoluzaložil Radu vlády ČR pro udržitelný rozvoj a od roku 2003 je jejím členem.
Zabývá se zejména udržitelným rozvojem, ekonomikou a právem životního prostředí, globálními civilizačními problémy či vztahem médií a ekologie. Je zakládajícím členem Společnosti pro trvale udržitelný život (STUŽ). V 90. letech se stal členem mnoha akademických, státních a neziskových institucí a organizací. Publikuji hojně v mnoha médiích, včetně pravidelného pořadu v Českém rozhlasu v letech 2000–2004.
V roce 2002 získal Cenu Josefa Vavrouška vyhlašovanou Nadací Charty 77.

## Politické aktivity
Ve volbách roku 1990 zasedl do Sněmovny lidu (volební obvod Západočeský kraj) za Občanské fórum. Po rozkladu Občanského fóra v roce 1991 přešel do poslaneckého klubu Občanského hnutí. Ve Federálním shromáždění setrval do voleb roku 1992. Byl předsedou výboru pro životní prostředí Sněmovny lidu.
V 90. letech byl členem následnických subjektů Občanského hnutí, tedy Svobodných demokratů a Svobodných demokratů – Liberální strany národně sociální (do roku 1997).
V září 2007 při živě vysílaném rozhovoru pro pořad Interview ČT24 na televizní stanici ČT24 zkolaboval v důsledku konzumace alkoholu a prášků. Rozhovor musel být předčasně ukončen. Rynda se pak televizi i divákům omluvil a své selhání vysvětlil kombinací pracovního vytížení, komplikovaného dohadování s televizí, pár deci vína, utišujících prášků a začínající horečky.
V senátních volbách v roce 2006 kandidoval jako nestraník za Stranu zelených ve volebním obvodu Praha 2 (zahrnuje zejména Žižkov a Vinohrady). V prvním kole skončil šestý se ziskem 5,64% hlasů.
V polovině února 2014 byl na ustavujícím sněmu Liberálně ekologické strany zvolen jejím místopředsedou. Funkci zastával do června 2017. Ve volbách do Evropského parlamentu v roce 2014 kandidoval na 4. místě kandidátky Liberálně ekologické strany, ale neuspěl.

## Soukromí
Jeho manželka je PhD. Jitka Ryndová s níž má dceru Annu Johnson Ryndovou (* 1977), která je filmovou střihačkou.